# Обслужване на клиенти
Обслужване на клиенти (на английски: customer service [къстъмър сървис]) е осигуряването на обслужване на клиенти преди, по време и след дадена покупка.
Според Джеймиър Л. Скот (2002),  „Обслужването на клиенти представлява серия от дейности, предназначени да повишат нивото на удовлетвореност у клиентите – това е усещането, че даден продукт или услуга отговаря на клиентското очакване.“
Значението му е различно по отношение на продукт, индустрия и потребител; дефектна или счупена стока може да бъде заменена с нова често само срещу показването на гаранционна карта и в рамките на определен срок от време. В магазините, предлагащи стоки на дребно, почти винаги има бюро или щанд, който е предназначен както за връщане и заменяне на стоки, така и за клиентски оплаквания относно нередности в продукта, който са закупили.
Обслужването на клиенти може да бъде осигурено от човек (т.е., представител на продажби и услуги) или чрез автоматизирани начини, наречени самообслужване. Примери за самообслужване са Интернет сайтовете. Развитието на Интернет е напът да промени не само естеството на човешкото общуване, но и света на търговията и услугите. В Интернет пространството е предизвикателство да се поддържа и/или увеличава личния опит, докато се извлича полза от възможностите на онлайн търговията. Мика Соломон, който е предприемач и новатор в клиентските системи и който пише за списание Fast Company, стига до заключението, че: „Онлайн клиентите са буквално невидими за вас (както и вие за тях), така че е лесно да ги измамите. Но тази липса на визуално и реално присъствие прави дори по-определящо това да се създаде чувство на лична, човек-до-човек връзка в онлайн пространство.“ 
Обслужването на клиенти е обикновено неделима част от модела за оценяване на клиентите на компанията. В своята книга „Правила за нарушаване и закони за следване“ Дон Пепърс и Марта Роджърс пишат, че „клиентите имат спомени. Те ще ви запомнят, независимо дали вие ги помните или не“. Освен това, „клиентското доверие може да бъде разрушено веднъж от сериозен обслужващ проблем, или може да бъде подкопано в друг момент от хиляди малки прояви на некомпетентност. 
От гледна точна на цялостното техническо усилие в процеса на продажбите, обслужването на клиенти играе съществена роля в умението на дадена организация да създава приходи и доходи. От тази перспектива, обслужването на клиенти трябва да бъде смятано като цялостно приближаване към постоянно подобрение.
Някои твърдят , че качеството и нивото на обслужване на клиенти намалява през последните години, като това може да се дължи както на липсата на подкрепа и разбиране от страна на административните и средни нива на корпоративно управление, така и / или на политиката на обслужване на клиенти. Във връзка с този аргумент, много организации си служат с множество методи за подобряване на нивото на удовлетвореност у клиентите, както и с други Ключови индикатори на представяне.

## Незабавна обратна връзка
Напоследък много организации осъществяват вериги за обратна връзка, които им позволяват да я уловят на мястото на случката. Например, Нешънъл Експрес, една от водещите туристически компании във Великобритания, приканва пътниците да изпращат текстови съобщения, докато се возят в автобуса. Доказано е, че е полезно, тъй като позволява на компаниите да подобрят начина си на обслужване на клиентите преди да се появат дефекти. По този начин става много по-вероятно клиентът да се върне и следващия път.
Предизвикателството да се обслужват клиенти е да се гарантира, че си насочил вниманието си върху правилните ключови области, преценени с помощта на правилните Ключови индикатори на представяне. Не е предизвикателство да се изтъкват много значими ключови показатели на представяне. Предизвикателството е в това да се изберат няколко, които отразяват вашата цялостна стратегия. В допълнение на отразяването на стратегия ви също трябва персонал, който да се фокуса върху области, които наистина си заслужават. В центъра на вниманието трябва да бъдат онези ключови индикатори, които да допринесат най-много на общата цел, например намаляване на разходите, подобряване на услугите и т.н. Това също може да се постигне така, че служителите искрено да повярват, че с тяхно усилие може да се направи тази тънкост.
Един от най-важните аспекти на ключовите индикатори за клиентско обслужване е този, който често се нарича „Фактор Чувствай се добре“. Основно целта на този аспект е не само да се помогне на клиентите да се чувстват добре, но също да им предложи преживяване, което да надхвърли техните очаквания. Няколко ключови точки са описани, както следва:
- Бъдете запознати с вашия продукт – Знайте какви продукти/услуги предлагате отзад напред. С други думи – бъдете информационен експерт. Добре е да се каже „Не знам“, но винаги трябва да бъде последвано от …“но нека открия" или може би „но приятелят ми знае!“. Независимо от ситуацията, уверете се, че не оставяте вашия клиент без отговор на въпроса му.

- Език на тялото/ Комуникация – Повечето от съобщенията, които предаваме на другите, в голяма степен се извършват чрез езика на тялото. Ако имаме негативен език на тялото когато си взаимодействаме с други хора, това може да покаже нашата липса на загриженост. Два от най-важните компонента на позитивния език на тялото са усмивката и зрителният контакт. Убедете се, че гледате клиентите си в очите. Това показва, че ги слушате. И, разбира се, една усмивка е много по-приканваща, отколкото празния поглед на лицето.

- Предвиждане на нуждите на гостите – Нищо не изненадва клиентите ви повече от един служител, полагащ допълнителни усилия, за да им помогне. Винаги търсете начини да обслужвате клиентите си повече, от колкото те очакват. По този начин това им помагне да разберат, че ви е грижа и ще ги оставите с „Фактор Чувствай се добре“, който търсите.

## Стандартизация
Има няколко стандарта за тази тема. ISO и Международния институт за обслужване на клиенти (TICSI) са публикувалина следните изисквания:
- ISO 9004:2000, за подобряване на представянето
- ISO 10001:2007, за ръководене на обслужване на клиенти
- ISO 10002:2004, за качествен мениджмънт за разрешаване на клиентски проблеми
- ISO 10003:2007, за разрешаване на спорове
- Международният стандарт за обслужване на клиенти (TICSS)

Съществува също и стандарт за управление на Информационно технологично обслужване: ISO / IEC 20000:2005. Първата му част се отнася до спецификациите, а втората част за кода на практика.